# Federal Reserve Bank of Philadelphia

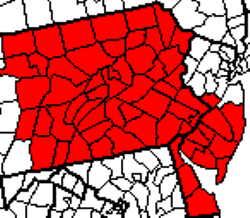
Det tredje distriktet som Philadelphia Fed har hand om.

Federal Reserve Bank of Philadelphia, kallas Philadelphia Fed,  är en regional centralbank inom USA:s centralbankssystem Federal Reserve System. De har ansvaret för det tredje distriktet i centralbankssystemet, vilket innebär att de har ansvaret för hela delstaten Delaware samt delar av delstaterna New Jersey och Pennsylvania. Philadelphia Fed använder sig av bokstaven C och siffran 3 för att identifiera sig på de dollar-sedlar som används i distriktet. De har sitt huvudkontor i Philadelphia i Pennsylvania och leds av Patrick T. Harker.

## Historik
Federal Reserve System har sitt ursprung från den 23 december 1913 när lagen Federal Reserve Act signerades av USA:s 28:e president Woodrow Wilson (D). Den 2 april 1914 meddelade Federal Reserve System att distrikten var bestämda och vart de regionala centralbankerna skulle vara placerade. Den 18 maj grundades samtliga tolv regionala centralbanker medan den 16 november öppnades dessa officiellt.

## Ledare
Källa: 
* = Ordförande för Federal Reserve System.
|             | Person               | Period    |
| ----------- | -------------------- | --------- |
| Bankchefer  |                      |           |
|             | Charles J. Rhoads    | 1914–1918 |
|             | E.P. Passmore        | 1918–1920 |
|             | George W. Norris     | 1920–1936 |
| Presidenter |                      |           |
|             | John S. Sinclair     | 1936–1941 |
|             | Alfred H. Williams   | 1941–1958 |
|             | Karl R. Bopp         | 1958–1970 |
|             | David P. Eastburn    | 1970–1981 |
|             | Edward G. Boehne     | 1981–2000 |
|             | Anthony M. Santomero | 2000–2006 |
|             | Charles I. Plosser   | 2006–2015 |
|             | Patrick T. Harker    | 2015–     |